# Контский, Мартин
Мартин Контский (пол. Marcin Kątski, 1636—1710) — военный и государственный деятель Речи Посполитой, стольник пшемысльский, каштелян львовский, воевода киевский (1684—1702), каштелян краковский (1706—1710), генерал артиллерии коронной. Участник войн против России, Швеции и Турции.

## Биография
Происходил из шляхетского рода Контских герба Брохвич. Сын Войцеха Контского и Анны Стогнев. Учился в Краковской академии, университетах Падуи и Парижа. В 1653—1657 годах изучал военное дело во Франции (где служил во французской армии под командованием Великого Конде) и в Голландии.
В 1663—1664 годах в чине подполковника пехоты участвовал в Московском походе польско-литовской армии под командованием короля Яна II Казимира, где отличился во время осады Глухова и в битве под Пироговкой.
В 1666 году назначен полковником артиллерии, в следующем году произведён в генералы коронной артиллерии. В 1669 году в Варшаве на поединке убил старосту кросненского Яна Кароля Фредро.
В 1673 году Мартин Контский участвовал в разгроме польской армией под командованием Яна Собесского турецкого войска в битве под Хотином. В 1683 году во время знаменитой битвы с турками под Веной командовал польской артиллерией. В 1685 году во время буковинской кампании командовал арьергардом польской армии, где артиллерийским огнём и пехотой отбил турецкие атаки.
В 1684 году назначен воеводой киевским. В 1706 году получил должность каштеляна краковского.
В дальнейшем служил польскому королю Августу Сильному, на его стороне в июле 1702 года участвовал в битве под Клишовом.
Участвовал в создании и укреплении польской крепости Окопы Святой Троицы на реке Збруч на Подолье.
Был патроном Волынской школы подхорунжих резерва артиллерии во Владимире-Волынском.
Его сыном был генерал Ян Станислав Контский (ок. 1685—1727).